# Ligne du Pallet à Vallet
La ligne du Pallet à Vallet est une ancienne ligne de chemin de fer française du département de la Loire-Atlantique (anciennement « Loire-Inférieure »), à écartement standard et à voie unique. Elle était exploitée par l'administration des chemins de fer de l'État.

## Histoire
- 20 décembre 1906 : convention entre les Chemins de fer de l'État et le département de la Loire-Inférieure
- 3 avril 1907 : déclaration d'utilité publique
- 31 mars 1912 : ouverture à l'exploitation, assurée par les Chemins de fer de l'État
- 1er janvier 1924 : l'administration des chemins de fer de l'État décide d'affermer la ligne à la compagnie des Tramways de la Vendée (qui était sous sa tutelle depuis 1896).
- 31 décembre 1933 : fermeture au service voyageurs[1].
- 1er janvier 1938 : à la suite de la création de la SNCF, celle-ci exploite la ligne.
- 15 décembre 1938 : affermage aux CFD.
- 16 février 1940 : la ligne devient un embranchement particulier appartenant à la commune de Vallet.
- 24 janvier 1959 : fermeture au service marchandises[2].

## Exploitation
Exploitation par autorail Berliet type RNFB.